# Jordy van Deelen
Jordy van Deelen (Zwijndrecht, 29 giugno 1993) è un calciatore olandese, difensore dello ZVV Pelikaan.

## Carriera

### Club
Prima di giocare per il Feyenoord, Jordy van Deelen ha giocato anche per l'Excelsior Rotterdam e per il Groote Lindt.